# ŽKK RMU Banovići
ŽKK RMU Banovići ist ein professioneller Frauenbasketballverein mit Sitz in Banovići, Bosnien und Herzegowina. Der Verein wurde 1974 gegründet und 1996 offiziell neu registriert. Das Team spielt in der Frauenbasketballmeisterschaft von Bosnien und Herzegowina, der höchsten Spielklasse des Landes im Frauenbasketball. Seine Heimspiele trägt ŽKK RMU Banovići im Sport- und Kulturzentrum (SKC) Banovići aus, einer lokalen Sporthalle, die dem Verein als Austragungsort sowohl für nationale als auch für regionale Wettbewerbe dient.
Der Verein hat in den letzten Jahren beachtliche Erfolge erzielt und sich als eines der führenden Frauenbasketballteams des Landes etabliert. Zu seinen herausragendsten Erfolgen zählen drei nationale Meistertitel sowie zwei Siege im Pokal von Bosnien und Herzegowina. Einen historischen Höhepunkt erlebte der Klub in der Saison 2017/18, als das Team während der gesamten Spielzeit ungeschlagen blieb und sowohl die nationale Meisterschaft als auch den Pokal gewann – eine Leistung, die ihm 2018 die Auszeichnung als Sportverein des Jahres in Bosnien und Herzegowina einbrachte.
ŽKK RMU Banovići hat auch an der Adria-Liga (WABA) teilgenommen und dort gegen Spitzenmannschaften aus der gesamten Region gespielt, darunter Vereine aus Serbien, Montenegro, Slowenien und Kroatien. In der Saison 2021/22 erreichte der Klub die SuperLeague-Phase der WABA League und nahm in der Saison 2024/25 an der erstmalig ausgetragenen WABA League 2 teil.
Der Verein wird von Meridianbet gesponsert, das im Jahr 2022 offizieller Partner von ŽKK RMU Banovići wurde.

## Erfolge
Meisterschaft von Bosnien und Herzegowina
- meister (3): 2017–18, 2018–19, 2019–20
- vizemeister (1): 2015–16

Pokal Bosnien und Herzegowina
- meister (2): 2018, 2020
- vizemeister (1): 2023

## Saisonweise Platzierungen
| - 2005–06: 5. Platz - 2006–07: 7. Platz - 2007–08: 7. Platz - 2008–09: 8. Platz | - 2009–10: 7. Platz - 2010–11: 8. Platz - 2011–12: 8. Platz - 2012–13: 9. Platz | - 2013–14: 10. Platz - 2014–15: 9. Platz - 2015–16: Vizemeister - 2016–17: ? | - 2017–18: Meister - 2018–19: Meister - 2019–20: Meister - 2020–21: ? | - 2021–22: 3. Platz - 2022–23: ? - 2023–24: 7. Platz - 2024–25: 6. Platz |

## Bemerkenswerte Spielerinnen
| - Merjema Bučuk - Marica Gajić - Ajla Ikanović - Dženita Ikanović - Elma Mujezinović - Melika Mujkić - Danira Musić - Maida Rahmanović-Lačić - Leona Simić | - Irena Vrančić - Dragana Zubac - Nikolina Zubac - Iolanda Cossa - Milena Vujačić - Andželika Mitrašinoviḱ - Milica Dragičević - Latinka Dušanić - Žaklina Janković | - Jelena Jozić - Ivana Marković - Čarna Prokić - Marina Ristić - Maja Šćekić - Eden Billups-Campbell - Destiny Bohanon - Quin Byrd - Aaliyah Dunham | - Alexxus Gilbert - Caitlin Jenkins - Hailey Jordan - Halie Matthews - Antoinette Thompson - Nadia Thorman-McKey - Brianna Wilson - Taylor Jones |